# Schalschloss

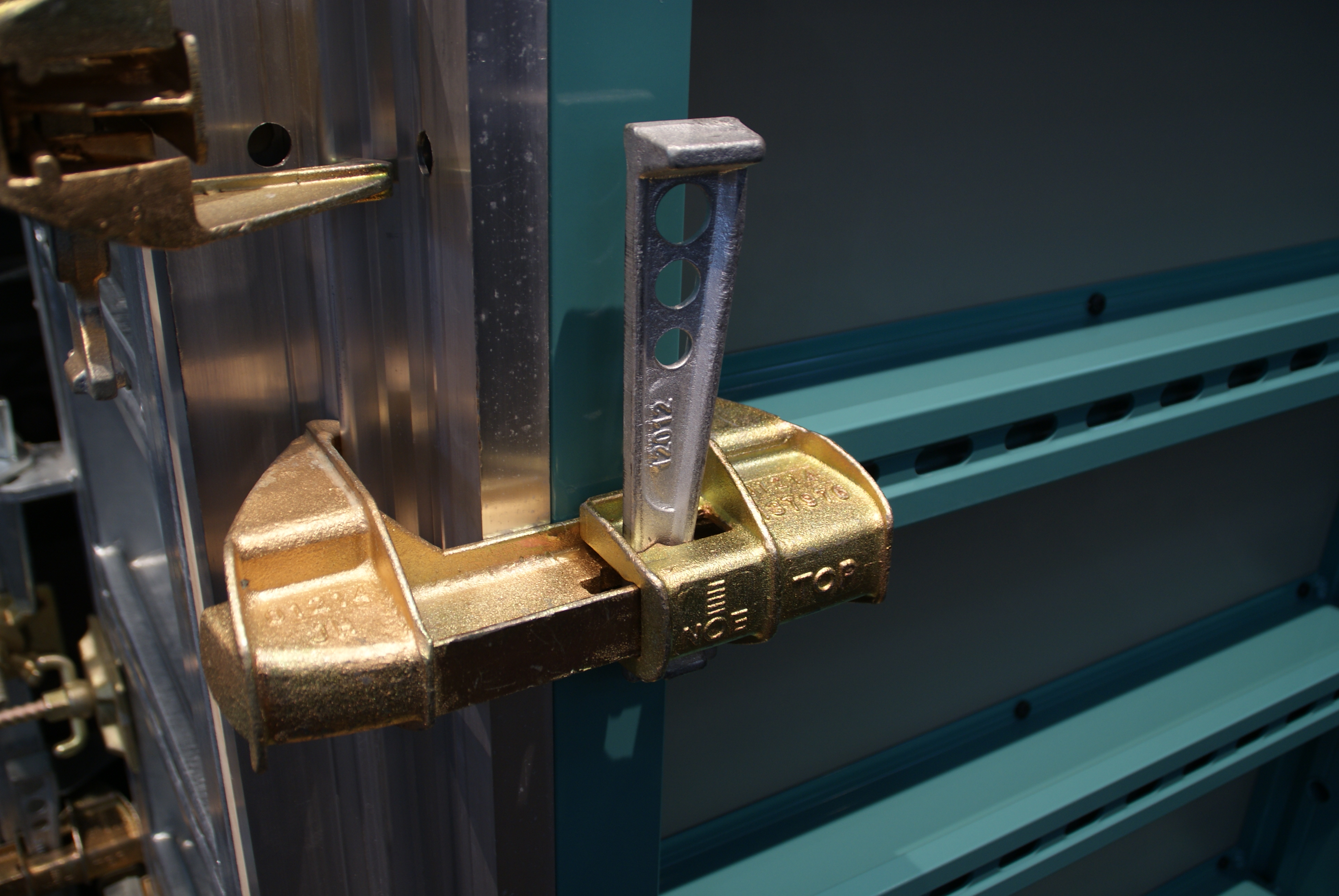
Detailaufnahme eines Schalungschlosses mit Keil

Ein Schalschloss ist ein Verbindungselement aus Stahl, das dazu dient, Rahmenschalungen kraftschlüssig und ohne Versatz zusammenzufügen. Es besteht aus zwei Klemmbacken, die mittels einer Schraube oder eines Keils fixiert werden. Aufgrund seiner Funktionsweise wird das Verbindungselement auch Stoßzwinge, Keilspanner, Richtschloss oder Schnellspanner genannt.
Schalungsschlösser haben gegenüber rastergebundenen Bolzenverbindungen den Vorteil, dass sie stufenlos angebracht werden können und damit ein höhenmäßiges Ausrichten der Rahmenschalungselemente zueinander entfallen kann. Voraussetzung ist allerdings, dass die zu verbindenden Rahmenprofile jeweils eine Sicke als Ansatzpunkt für die Klemmbacken aufweisen.